# بیشامنتن

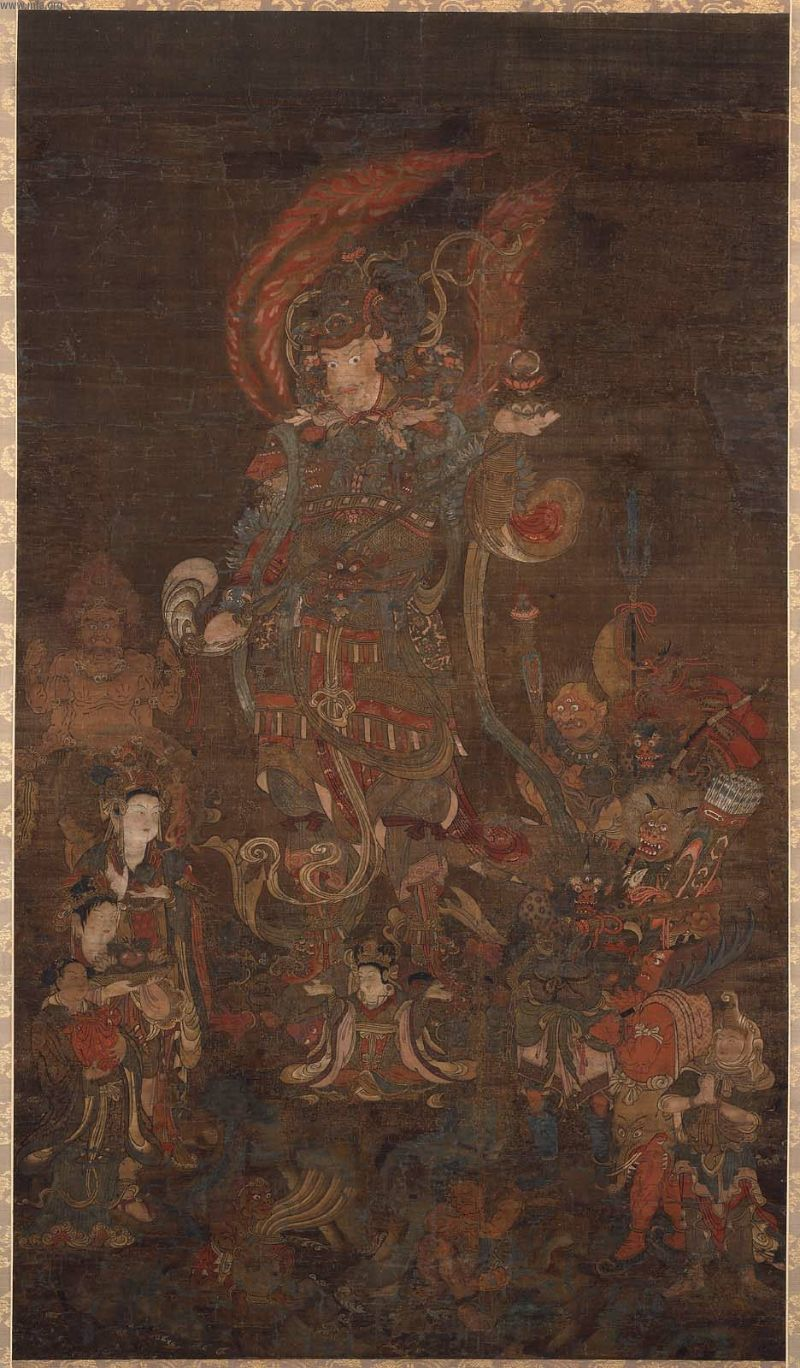
بیشامنتن، خدای رزمجویان و مجازات کنندهٔ بدکاران است.

بیشامنتن (毘沙門天) یا بیشامن (毘沙門) در دین شینتو خدای رزمجویان و مجازات کنندهٔ بدکاران است . او به صورت خدایی در لباس جنگ (زره) تصویر می‌شود، با نیزه ای در دست و بتکده ای در دست دیگر (نمایان خانهٔ گنج‌های بهشتی) که وی نگهبان آن است . او یکی از هفت خدای بخت و اقبال است .